# Eden Alene
Eden Alene (in lingua ebraica: עדן אלנה; Gerusalemme, 7 maggio 2000) è una cantante israeliana.
Avrebbe dovuto rappresentare Israele all'Eurovision Song Contest 2020 con il brano Feker libi, ma in seguito all'annullamento dell'evento a causa della pandemia di COVID-19, è stata riconfermata come rappresentante nazionale per l'edizione del 2021, dove ha cantato Set Me Free.

## Biografia
Nata a Gerusalemme da genitori ebrei immigrati dall'Etiopia, ha iniziato a farsi conoscere al grande pubblico nel 2017, partecipando alla terza edizione della versione israeliana di The X Factor. Dopo aver superato le audizioni è entrata a fare parte della categoria "Under 19" capitanata dal cantante Ivri Lider, membro del duo elettropop The Young Professionals. Superata la fase degli Home Visit, Alene ha acceduto alle serate dal vivo del programma, dove è giunta fino in finale, venendo proclamata vincitrice del programma.
Alla fine del 2019 ha preso parte alle audizioni per il talent show HaKokhav HaBa L'Eurovizion, che funge da selezione del rappresentante israeliano per l'Eurovision. Il 4 febbraio 2020 è stata proclamata vincitrice, ottenendo così il diritto di rappresentare il suo paese all'Eurovision Song Contest 2020 a Rotterdam, nei Paesi Bassi. Il suo brano, Feker libi, è stato selezionato fra quattro proposte tramite HaShir HaBa L'Eurovizion, la nuova selezione creata dall'emittente nazionale IPBC/Kan il 3 marzo 2020. Principalmente cantato in inglese, Feker libi contiene frasi in ebraico, arabo e amarico, la lingua ufficiale dell'Etiopia. Nonostante l'annullamento dell'evento due mesi prima a causa della pandemia di COVID-19, la cantante è stata riconfermata come rappresentante israeliana per l'edizione del 2021. La sua nuova canzone eurovisiva, Set Me Free, è stata selezionata attraverso un nuovo format di HaShir HaBa L'Eurovizion. Dopo essersi qualificata dalla prima semifinale, Eden Alene si è esibita nella finale eurovisiva a Rotterdam, dove si è piazzata al 17º posto su 26 partecipanti con 93 punti totalizzati.

## Discografia

### EP
- 2020 – HaShir HaBa L'Eurovizion

### Singoli
- 2018 – Better
- 2019 – Save Your Kisses for Me
- 2019 – When It Comes to You
- 2020 – Feker libi
- 2020 – Ma ata over (con Shlomi Shabat)
- 2021 – Ue La La
- 2021 – Set Me Free
- 2021 – La La Love
- 2021 – LaKum